# Disque de Sabou
Le disque de Sabou est un objet archéologique de l'Égypte antique (Ire dynastie, environ 3000 à 2800 av. J.-C.), trouvé en 1936 dans le mastaba S3111 de la nécropole nord de Saqqarah, tombe d'un ancien fonctionnaire égyptien du nom de Sabou (ou Sébou). Jusqu'à présent, la fonction et la signification de ce récipient en pierre naturelle, travaillé avec le plus grand soin, demeurent inconnues.
Il est conservé au Musée égyptien du Caire, salle 43, sous le numéro d'inventaire JE 71295.

## Description et historique de la découverte

Le disque de Sabou (dessin)

L'artefact, fait non pas en ardoise ou en schiste mais en métasiltite, a la forme d'une coupe plate de 61 cm de diamètre et d'une hauteur de 10,6 cm. Au centre, au fond de la coupe, se trouve un trou rond d'environ huit centimètres, inclus dans une douille dont la hauteur est égale à la profondeur du bol. À partir du bord extérieur légèrement surélevé, trois lobes sont tournés radialement et symétriquement vers l'intérieur, dans la direction du trou central. Le bord extérieur est conservé sous la forme de trois arcs étroits qui relient entre elles les parties non retournées. Vu de dessus, l'objet ressemble à un volant à trois rayons très larges.
La tombe de Sabou a été découverte le 19 janvier 1936 par l'archéologue britannique Walter Bryan Emery. C'est un tombeau en mastaba, composé de sept chambres. C'est dans la salle E, qui est la chambre centrale, qu'a été trouvé le disque de Sabou, lui-même occupant une place centrale, juste à côté du squelette de Sabou, qui devait se trouver à l'intérieur d'un cercueil en bois. Cet objet, qui était brisé en plusieurs fragments, a été par la suite restauré. Il est conservé sous le numéro d'inventaire JE 71295 dans une vitrine de la salle 43 du Musée égyptien du Caire. On peut en voir une copie au pavillon d'Orient du Jungfrau Park fondé par Erich von Däniken.
Il n'est pas rare de trouver de grands bols plats en pierre de la Ire à la IIIe dynastie. Durant cette période de l'Égypte antique, la fabrication d'objets en pierre était une activité prestigieuse, et on a mis au jour à Saqqarah d'autres objets en métasiltite de haute qualité. Mais le disque de Sabou, par son dessin et sa forme, reste une pièce exceptionnelle de l'égyptologie,.

## Interprétation
Le découvreur, Walter Bryan Emery, a interprété l'objet comme un récipient dont l'orifice devait accueillir un support dont on n'a pas retrouvé la trace. Étant donné que la fabrication en métal d'un objet comme le « disque de Sabou » est relativement simple, mais qu'elle devient beaucoup plus complexe si on veut le réaliser dans une roche, il a été supposé que l'objet découvert devait être la réplique d'un modèle métallique,.
Dans les premiers rapports de fouilles, l'artefact était qualifié de « récipient énigmatique », et l'on supposait qu'il s'agissait d'une « lampe géante ». Les publications populaires relayaient l'idée qu'il pouvait s'agir d'une lampe rituelle à trois flammes qui devait être placée sur un support à cet effet,. Une autre supposition était qu'il ne pouvait s'agir que d'un objet décoratif, étant donné sa fragilité.